# Dan Gîrleanu
Dan Gîrleanu (n. 2 iunie 1954, Oradea, România) este un voleibalist român, care a făcut parte din lotul echipei naționale de volei a României, medaliată cu bronz olimpic la Moscova 1980.

## Carieră
A jucat zece ani (1977-1987) la CS Dinamo București, echipa cu care a îmbrăcat de șapte ori tricoul de campion național, a cucerit Cupa Cupelor la Roselare în Belgia (1979) și Cupa Campionilor Europeni la Palma de Majorca în Spania (1981).  
A jucat peste 300 de meciuri în echipa naționala a României, cu care a cucerit medalia de bronz la Jocurile Olimpice de la Moscova (1980). La Universiada din 1981 a câștigat medalia de aur cu echipa României.
A absolvit Institutul de Educație Fizică din cadrul Universității de Vest Timișoara, Facultatea de Drept din cadrul Universității București și Universitatea de Științe Politice din Saint Leo, Florida (SUA).
După încheierea activității competiționale a devenit mai întâi antrenor la CS Electra București, (1988-1992), apoi antrenor federal în cadrul Federației Române de Volei (1992-1994) și secretar general al FRV (1994-1996).
Din 1996 până în 2000 a fost antrenor de volei la Universitatea St. Leo din Florida (SUA), după care, timp de opt ani (2000-2008) a fost profesor de Științe Sociale și de Educație Fizică la Tampa și la Houston, apoi director tehnic al Centrului de Dezvoltare Regional FIVB din Barbados (2008-2010).
În 2011 a revenit în România ca antrenor principal de volei al echipei CS Universitatea Cluj-Napoca (2011-2013).
Între 2014 și 2015 a fost coordonator dezvoltare volei în Saint Kitts și Nevis, iar în 2016 a venit din nou în România în calitate de consultant sportiv pentru volei copii și juniori la CSM București.

## Distincții
- Ordinul „Meritul Sportiv” clasa a III-a (15 aprilie 1981) „pentru rezultatele deosebite obținute la Jocurile olimpice de vară de la Moscova — 1980, precum și pentru contribuția adusă la dezvoltarea activității sportive și la creșterea prestigiului sportului românesc pe plan internațional”[5]